# Famille de Chabenat
La famille de Chabenat est une famille noble française éteinte originaire de Bourges, puis établie en Île-de-France. 
Étienne Chabenat fut anobli par sa fonction d’échevin de Bourges en 1623. Bourges comptait parmi les 14 villes du royaume dont la fonction d'échevin conférait la noblesse. La famille de Chabenat s'est éteinte avec le décès de Roger Joseph Antoine de Chabenat de Bonneuil en 1915.

## Nom
Le nom de famille serait issu de l'occitan Cabanas ou  Cabanis voire Cabanesio qui signifie Cabane. Le Sud du Berry était occitan au haut Moyen Âge. Un lieu-dit Chabenat aurait existé dans les environs d'Argenton-sur-Creuse.

## Histoire

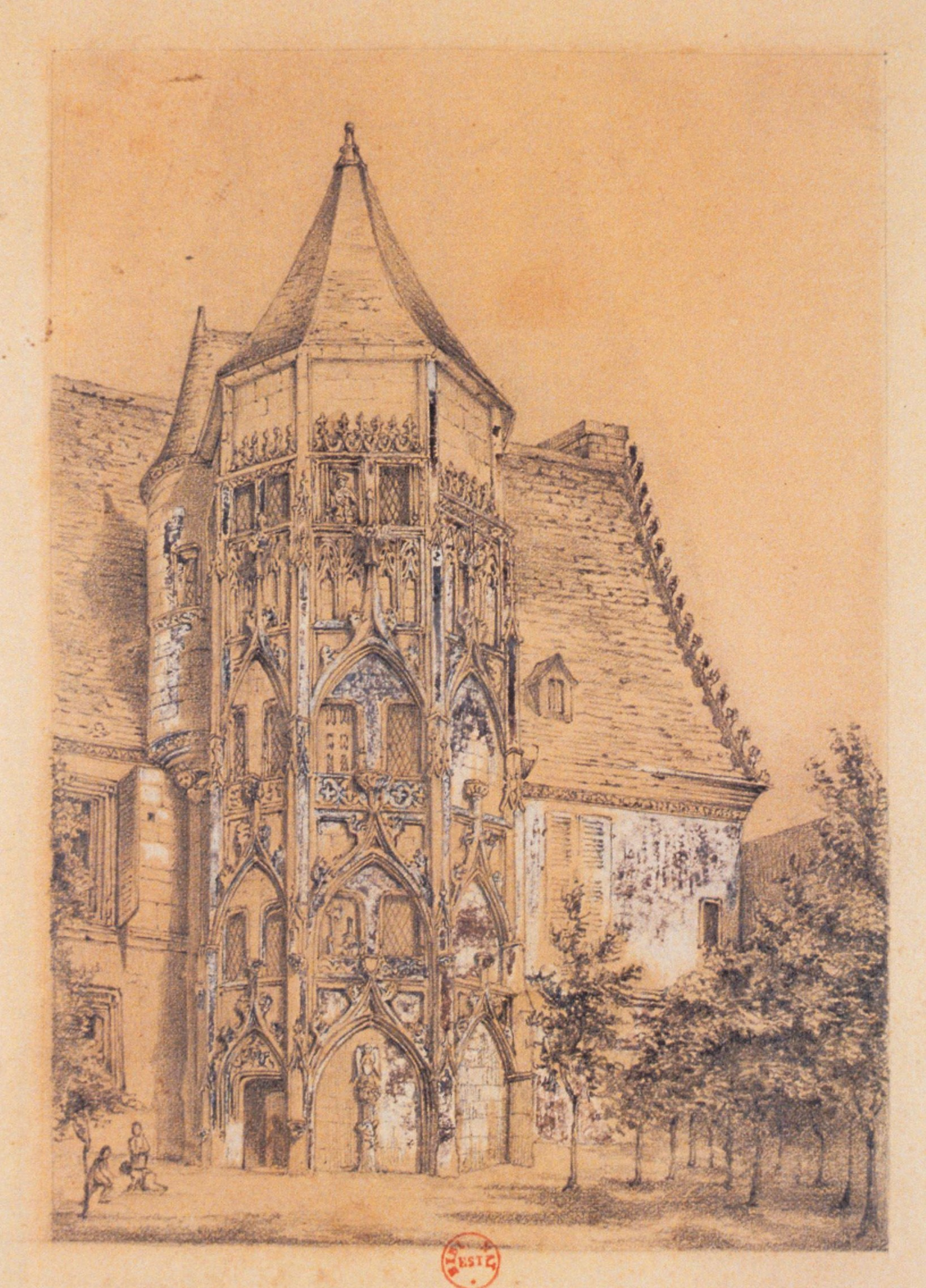
Dessin de l'ancien hôtel des échevins à Bourges.

Le premier Chabenat identifié est François Chabenat, qui était garde-scel aux contrats de la justice d'Argenton-sur-Creuse, où il est décédé en 1497. Son fils François II Chabenat était bachelier ès droits et lieutenant de la justice d'Argenton en 1533, mort en 1550 dans cette ville. Son fils Étienne Ier, seigneur de Jaujau, s’installe à Bourges. Le fils de ce dernier, Étienne II, devient échevin de la ville en 1623. Étienne II s’emploie à inscrire la famille Chabenat dans la noblesse en acquérant le fief de Savigny, dans le Cher.
Son fils Étienne III acquiert une charge de conseiller-secrétaire du roi. En 1645, Étienne III Chabenat devient le seul introducteur des ambassadeurs et des princes étrangers à Paris. Il acquiert le château du Préau à Nohant-en-Goût (Cher). Il transforme l'ancien manoir fortifié en maison d'agrément. En 1648, il acquiert la seigneurie de Bonneuil, à Bonneuil-sur-Marne. Ce domaine resta dans la famille jusqu'en 1800. La seigneurie de Bonneuil jouissait de droits et prérogatives tels que droits de tabellionage, de haute et basse justice.
Michel Chabenat de Bonneuil (1648-1698) épouse Catherine Charlotte le Fèvre de Malmaison en 1685.
La branche cadette de la famille s'est éteinte en 1826 à Bourges.

## Filiation
- François Ier Chabenat ( -1497), garde du scel aux contrats de la Justice d'Argenton.
  - François II Chabenat ( -1550), seigneur de Chabenat, bourgeois d'Argenton. Il est bachelier es droits, lieutenant de la Justice en 1533.
    - Étienne Ier Chabenat (1505-1593), seigneur de Jaujau.
      - Étienne II Chabenat (1548-1631), échevin de Bourges, contrôleur général des Finances[7].
        - Étienne III Chabenat (1598-1680), seigneur de Bonneuil, surintendant des finances, Introducteur des ambassadeurs[8]. Le 6 août 1646 à Paris, il épouse Madeleine Petit de Passy.
          - Michel Chabenat de Bonneuil (1648-1698), il succède aux charges de son père : il est Introducteur des ambassadeurs de 1680 à 1691[9]. Il épouse Catherine Charlotte le Fèvre de Malmaison en 1685.
            - Charles Étienne Chabenat de Bonneuil (1694-1747), conseiller au parlement. Il épouse Marie Madeleine Boucher.
              - André Charles Louis de Chabenat de Bonneuil (1725-1744), seigneur de Bonneuil. Il est conseiller au parlement de Paris le 21 août 1744 puis président de la deuxième Chambre des enquêtes du Parlement de Paris[10]. Il épouse en premières noces ai 1752 avec Anne Louise Suzanne Lallier du Fayet puis en secondes noces Agnès Antoinette Soullet.
                - (1)  Françoise de Chabenat de Bonneuil épouse le 13 février 1776 Étienne-Alexandre-Jacques Anisson-Dupéron (1749-1793), directeur de l'imprimerie royale. Il prend part en 1789 aux assemblées de la noblesse tenues à Paris (section du Louvre). Traduit devant le Tribunal révolutionnaire le 25 avril 1794 (6 floréal an II), il est condamné à mort et exécuté le jour même[11]. Quant à Françoise de Chabenat de Bonneuil, elle termine sa vie dans la Maison de santé Mahay.
                  - Alexandre-Jacques-Laurent Anisson-Dupéron (1776-1852), haut fonctionnaire et homme politique.

                - (2) Étienne de Chabenat de Bonneuil (1777-1854) épouse Catherine Geoffroy de Montjay.
                  - Félix René de Chabenat, vicomte de Bonneuil (1804-1884)[12].
                    - Roger Joseph Antoine de Chabenat de Bonneuil (Fourqueux le 3 juillet 1833, Montigny-Lencoup le 3 novembre 1915). Il épouse Gabrielle Marie Valentine Guillet de Chatellus, à Paris le 30 janvier 1861. Il est le dernier à porter le nom de famille, n'ayant pas de descendance.
                    - Élisabeth de Chabenat de Bonneuil (1842-1907) épouse son beau-frère, Charles Guillet de Chatellus, frère de Gabrielle Marie Valentine Guillet de Chatellus.
                      - André Guillet de Chatellus (1879-1956), homme de lettres. Il épouse Rosy Gallice.
                        - Alain de Chatellus (1907-1987), alpiniste et écrivain.

                  - Anne Bertile Clémentine de Chabenat de Bonneuil (1816-1888) épouse en 1841, Marc Jacobé de Haut, marquis de Sigy, maire de Sigy.
                    - Antoine de Chabenat de Bonneuil (1844-1933), maire de Sigy, avocat. Il épouse en 1875 Marie Pinard.
                      - Pierre Jacobé de Haut de Sigy (1876-1960), homme politique et industriel.

                  - Marie de Chabenat de Bonneuil (1823-1869) épouse en 1856 Ferdinand Marey-Monge.
                    - Edith Marey-Monge (1860-1935) épouse en 1880 Hervé de Blic.
                      - Emmanuel de Blic (1881-1961), militaire.

          - Étienne Chabenat de Bonneuil (-1692), abbé de l'abbaye du Bouchet[13].

## Châteaux et demeures

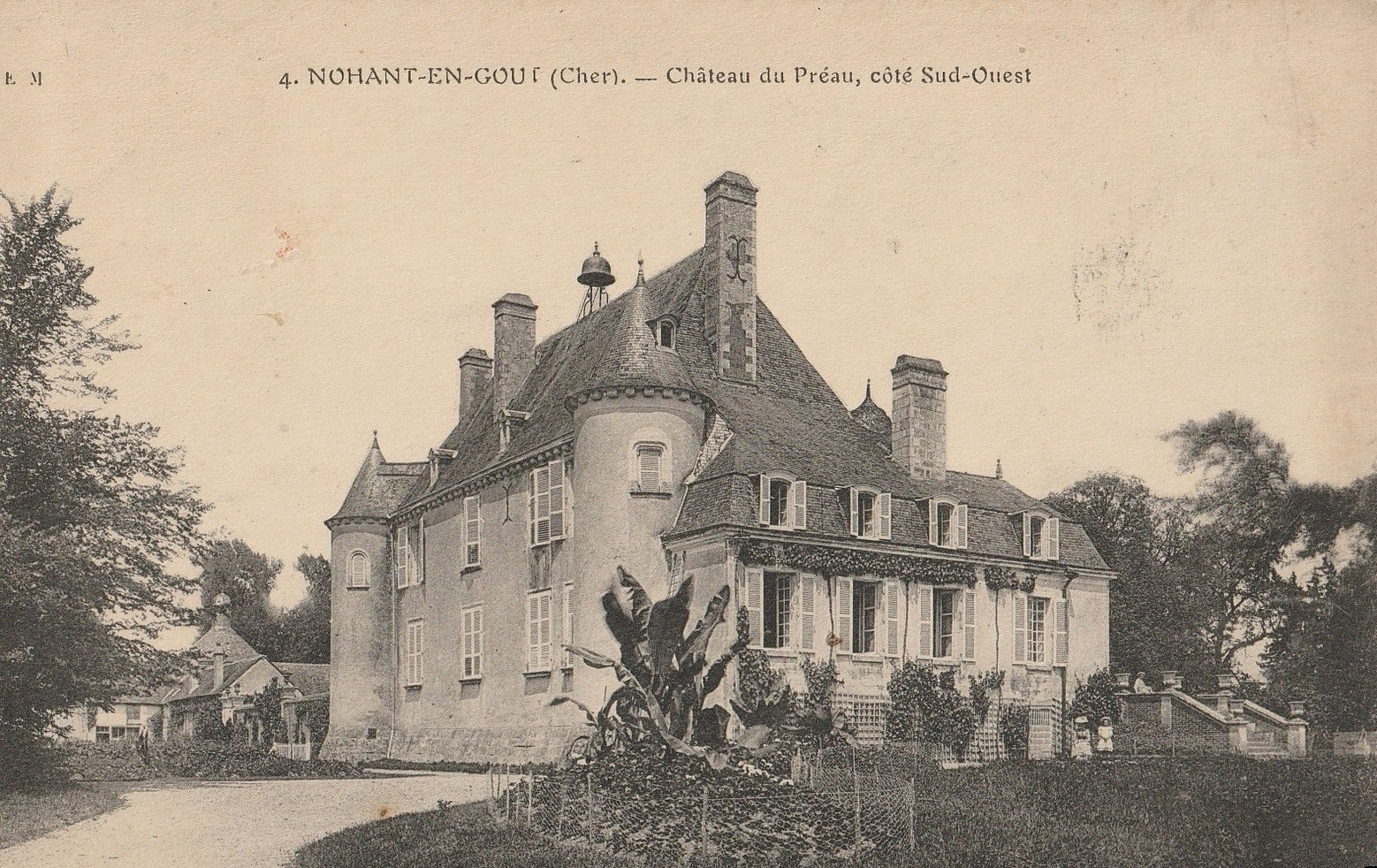
Le Château du Préau à Nouhant-en-Goût.

Le château du Préau du XVe siècle, à Nohant-en-Goût dans le Cher est le fief de la famille de Chabenat du XVIIe siècle au XIXe siècle. En 1645, Étienne de Chabenat, conseiller et secrétaire du roi, trésorier général de France à Grenoble, acquiert l'édifice et transforme l'ancien manoir fortifié en maison d'agrément. Les façades et les toitures du château sont inscrites à l'inventaire des monuments historiques depuis le 15 septembre 1962.
Le château de Bonneuil, situé à Bonneuil-sur-Marne.

## Armes
Les armes de la famille sont D'argent, à trois pensées au naturel ; au chef d'azur, chargé d'un soleil d'or.

## Pour approfondir